# Charles Simon Clermont-Ganneau
Charles Simon Clermont-Ganneau (Parigi, 19 febbraio 1846 – Parigi, 15 febbraio 1923) è stato un archeologo e orientalista francese.
Lavorò presso il Collège de France dal 1890 fino alla sua morte, e fu membro dell'Accademia imperiale delle scienze di San Pietroburgo. È stato l'autore di diverse pubblicazioni tra cui L'Imagerie phénicienne e la mythologie iconologique chez les Grecs, pubblicata a Parigi nel 1880, e di altri numerosi articoli archeologici.
Ha partecipato agli scavi della Chiesa del Pater Noster, alla conservazione delle Stele di Mesha e agli scavi di Elefantina.

## Pubblicazioni
- Le Dieu satrape et les Phéniciens dans le Péloponnèse (1877)
- L'Imagerie phénicienne et la mythologie iconologique chez les Grecs (1880)
- Études d'archéologie orientale (1880, etc.)
- Les Fraudes archéologiques (1885)
- Recueil d'archéologie orientale (1885, etc.)
- Palestine inconnue (1886)
- Album d'antiquités orientales (1897, etc.)